# Whitey Durham

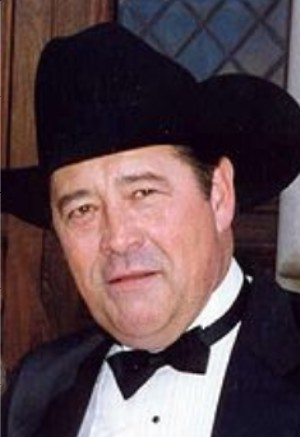
Barry Corbin l'interprète de Whitey Durham

Brian "Whitey" Durham est un personnage fictif de la série télévisée Les Frères Scott, interprété par Barry Corbin.

## Histoire du personnage
Whitey Durham est l'entraîneur de basket-ball du lycée de Tree Hill depuis une trentaine d'années. Il a perdu sa femme Camilla plusieurs années auparavant.

### Saison 1
Whitey a été le coach de Dan Scott et de Keith Scott et est maintenant celui de Nathan Scott. Il est très ami avec Keith mais déteste Dan, qui ne lui a jamais pardonné de ne pas l'avoir laissé jouer lors de son dernier match chez les Ravens. Grâce à Keith, il découvre un jour Lucas et décide de le prendre dans l'équipe du lycée. 
Il aime beaucoup ses joueurs et souhaite que ceux-ci jouent avant tout pour s'amuser. Il accorde également une grande importance aux notes qu'ont ses joueurs dans les autres matières. 
À la veille de sa 500e victoire, il se demande ce qu’il a fait de bien dans sa vie à part le basket et se demande s’il ne devrait pas mettre un terme à sa carrière de coach. C’est Nathan qui le convainc de rester en lui expliquant le rôle qu’il a eu pour les joueurs de l’équipe.
Whitey se rapproche de Peyton quand celle-ci a du mal à surmonter l’anniversaire de la mort de sa mère. Il lui explique qu’il a lui aussi perdu un être cher : sa femme Camilla. 
À la fin de la saison, il doit se faire hospitaliser et est remplacé en tant que coach par Dan.

### Saison 2
Whitey n’a plus la charge de l’équipe mais continue à s’inquiéter pour ses anciens joueurs. Il s’inquiète pour Nathan après son accident et lui proposera d'intégrer High Flyers et va voir Deb à sa sortie d’hôpital pour lui parler de Nathan et de Dan. D'ailleurs, cette entrevue ne sera pas du goût de M Scott qui menacera Whitey.
Il organise la campagne de president du conseil des Eleves et Brooke est élue face à Erika Marsh.

### Saison 3
Whitey redevient le coach des Ravens. C’est également sa dernière année à ce poste. Mais les débuts de l’équipe sont difficiles. Whitey demande donc à ses joueurs de nettoyer et rénover un vieux gymnase. Ils ne pourront plus jouer dans l’autre gymnase tant qu’ils ne s’en seront pas montrés dignes.
Whitey aide également Haley à reparler à Nathan.

### Saison 4
Whitey reçoit un trophée pour la fin de sa carrière et fait alors un discours très émouvant. Il mène son équipe à la victoire lors du Championnat d’État. Il est déçu par Nathan quand il apprend que celui-ci a pactisé avec Daunte. Il aide cependant Nathan à trouver une équipe lorsque celui-ci a des difficultés à trouver une université qui veuille de lui après qu’il eut avoué avoir triché lors de la finale.

### Saison 6
Lors de la saison, Dan vient voir Whitey chez lui et lui explique que le sort s’acharne sur lui. Il lui demande pardon et lui demande de le tuer pour qu’il puisse enfin mourir en paix. Whitey refuse mais lui accorde son pardon.